# 宝琳娜·古巴
宝琳娜·古巴（波蘭語：Paulina Guba，1991年5月14日—）生于奧特沃茨克，是一名专长于铅球的波兰女子田径运动员。她曾在2018年欧洲田径锦标赛女子铅球项目上以19米33的成绩夺得冠军。